# Aitor Salvador Núñez Martín
Aitor Salvador Núñez Martín (nascut el 2 d'octubre de 1987) és un exfutbolista professional espanyol que jugava com a lateral dret. Posteriorment ha fet d'entrenador de futbol.

## Carrera de club
Núñez va néixer a Madrid. Després de començar com a sènior al local Atlètic de Madrid, jugant dues temporades a segona divisió B amb l'Atlètic de Madrid B, va fitxar pel CD Tenerife l'estiu de 2009. El 23 de setembre d'aquell any, va debutar a La Liga en una victòria per 1–0 a casa contra l'Athletic Club, tot i que va jugar només cinc partits en una temporada en què els canaris varen acabar descendint.
Després de jugar novament a primera, amb el Rayo Vallecano, Núñez va tornar a les divisions inferiors, on ha jugat per diversos clubs.